# Francmasonería en Francia

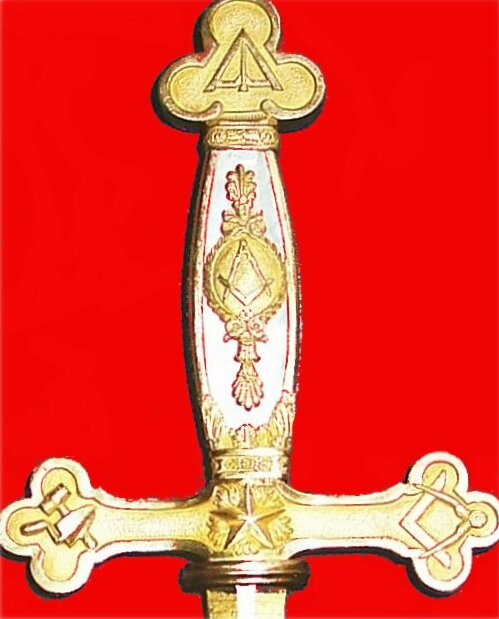
Símbolos masónicos
en la espada de Lafayette.

Después del nacimiento en Inglaterra de la denominada francmasonería, en 1717, el interés de las élites anglófilas por la francmasonería hace que se creen logias en Francia y en el resto de Europa. La curiosidad del público es entonces ya viva. La predisposición de muchos miembros cultivados de la sociedad hace que la nueva institución se desarrolle y se extienda en todo el mundo en algunas décadas. Incluye al principio dos grados (aprendiz aceptado y compañero). El grado de maestro, basado en la leyenda del asesinato de un maestro arquitecto, se adoptó entre 1730 y 1740.

## SigloXVIII

Logias Masónicas en Francia, 1789

Durante la primera mitad del siglo XVIII la francmasonería francesa, aunque goza de gran autonomía, permanece fiel en lo esencial a los usos importados que caracterizan, paradójicamente bajo el nombre de Rito de los Modernos, las prácticas masónicas más antiguas que se conocen. No obstante, introduce el uso de la espada y confiere a la ceremonia de recepción innovaciones que hoy están universalmente extendidas. A partir de 1736, con la difusión del famoso discurso del Caballero de origen escocés Ramsey, discípulo de Fénelon, convertido al catolicismo y luego preceptor de los hijos del Pretendiente Estuardo al trono de Escocia, comienzan a surgir nuevos grados masónicos para el estudio filosófico de temas derivados de los tres grados básicos o "simbólicos". Se van formando así talleres o logias específicas para el desarrollo de tales grados y, en 1743, el Gran Maestre de la Gran Logia de Francia, el conde de Clermont, príncipe de sangre y futuro miembro de la Academia francesa, sucede al duque de Antin como «Gran Maestre de todas las logias regulares de Francia», cargo que ocupará hasta su muerte en 1771.conde de Clermont, crea la Logia de San Juan de Jerusalén para coordinar la administración de dichos grados superiores. Surgió así el primer precedente de lo que mucho después habría de ser el Supremo Consejo de Francia del Rito Escocés Antiguo y Aceptado.
En torno a los últimos años de la década de 1760, estas evoluciones llegan al término de una crisis centrífuga que afecta la masonería francesa, marcada por la división de la llamada "Primera Gran Logia" en varios bloques rivales, por la profusión de grados adicionales, la estructuración progresiva de nuevos ritos, la cuestión de la elegibilidad de los cargos, así como la afirmación de corrientes más místicas, paralelamente a la corriente racionalista mayoritaria. Ello, unido a otras discrepancias personales entre miembros de la cúpula de la institución, llevó a la convocatoria de una Asamblea o Convento General que culminó con una estructuración de la masonería francesa como Gran Oriente de Francia, decidida democráticamente por los delegados de las Logias y que unifica a la gran mayoría de ellas, con excepción de una Gran Logia de Clermont que, rechazando especialmente la elección de los Venerables (que hasta entonces lo eran vitaliciamente) seguirá su propio camino hasta mayo de 1799.
Esta reorganización de la francmasonería francesa va a permitir inscribir y precisar el corpus ritual y administrativo practicado desde el principio del siglo XVIII. Establecida en 1785 e impresa en 1801 en un Regulador del Masón, esta codificación toma el nombre de Rito Francés. Este período, que ve además dotarse al Gran Oriente de Francia de un sistema de Altos Grados consustanciales al Rito Francés se caracteriza, por otra parte,  por el nacimiento del Régimen escocés Rectificado en 1778 y más tarde, en 1804, del Rito Escocés Antiguo y Aceptado, que la Obediencia reconoce también. 
En 1789, el Gran Oriente de Francia cuenta con cerca de 30 000 miembros y de mil talleres. Es una organización potente, penetrada por las Luces filosóficas y distintas culturas especulativas. La actividad de las logias quedó paralizada varios años durante la Revolución y se sabe hoy que no hubo "conspiración masónica en la revolución francesa" en el origen de aquel movimiento histórico, pero si procede reconocer que numerosos francmasones influyeron personalmente sobre los acontecimientos, tanto por parte de los revolucionarios como por la de sus oponentes realistas (Luis XVI había sido también iniciado masón y el Gran Maestre del Gran Oriente de Francia, Felipe de Orleans, llamado Felipe Igualdad, abandonó la masonería desde los primeros momentos) ).La influencia de las ideas enciclopedistas, defendidas por notables masones, fue importante y también perceptible en el funcionamiento de muchas de las señas simbólicas adoptadas por las nuevas instituciones. Por otra parte, es significativa la obra compuesta por el Hermano Rouget de Lisle que se convierte en el himno nacional francés. No obstante, el Gran Oriente de Francia conoció, de 1793 a 1796, un letargo casi total y los francmasones en general rechazaron, si no sufrieron, el Terror.

## La evolución delsigloXIX
El Consulado y el Imperio es un período de desarrollo para el Gran Oriente de Francia, favorecido pero al mismo tiempo utilizado por el emperador Napoleón, quien aun cuando proviene de un medio familiar no ajeno a la masonería, no pertenece él mismo a logia alguna y de hecho combatirá a la larga este poder oculto. Al calor de las campañas napoleónicas y la influencia de las ideas revolucionarias, el Gran Oriente de Francia cuenta con logias en toda Europa y contribuye a implantar así, en numerosos países, los principios que van a constituir su base.
En cambio, la Restauración marca el comienzo de un período difícil. El fin del Imperio debilita a la francmasonería francesa, de la que había sido uno de sus pilares. Los miembros disminuyen, así como las logias, de manera que hacia 1820, estaban reducidas a unas 300, y a pesar del episodio de 1830, que provee un momento de calma en medio de la tormenta y donde se ilustra la figura del Hermano Lafayette, todavía habrá que atravesar toda la Monarquía de Julio, hasta 1848, considerada como un período de estancamiento. Durante este período, grupos Carbonarios y republicanos se organizan a veces en los bastidores de ciertas Logia. Paralelamente, como respuesta a una atracción sensible desde fines del siglo XVIII y a la expedición de Bonaparte a Egipto, nacen los ritos "egipcios", más tarde conocidos con el nombre de Rito de Memphis-Misraïm.
Confrontado desde principios del siglo con la implantación del Rito Escocés Antiguo Aceptado y con la persistencia en su seno, especialmente en los altos grados escoceses, de una corriente preocupada por conservar su autonomía, el Gran Oriente de Francia no logrará unir totalmente el cuerpo masónico francés. La organización separada de un Supremo Consejo, que agrupa a una parte de este rito (aunque siempre quedarán logias "escocesas" en la Obediencia) pone fin a la unidad orgánica de la Orden.
La francmasonería francesa comienza así a politizarse y a encarnar las aspiraciones republicanas en los años que preceden a la Segunda República. Participa con entusiasmo de los acontecimientos de 1848. La mayoría de los miembros del Gobierno Provisorio eran masones o bien se convertirían en masones, y su influencia se refleja en muchas de las ideas y las medidas tomadas, comenzando por la abolición de la esclavitud, por Víctor Schoelcher, o la instauración del sufragio universal. El mismo Lamartine en esta ocasión le rinde homenaje y apoya la creencia de que el lema republicano Libertad-igualdad-fraternidad es de origen masónico. También en esta época aparece Marianne, símbolo masónico y republicano al mismo tiempo.

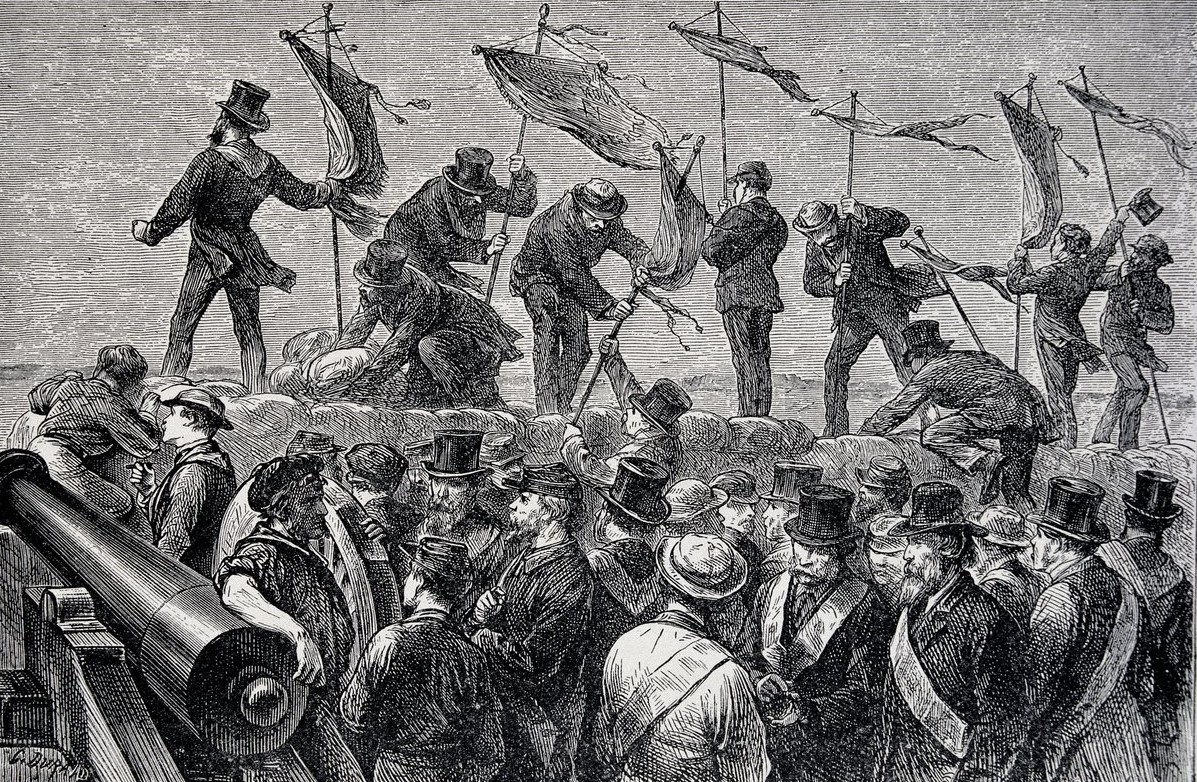
Durante la Comuna de París, el 29 de abril de 1871, los masones se manifestaron pacíficamente y plantaron sus pancartas en las fortificaciones para pedir a las tropas de Versalles que detuvieran los bombardeos sobre París y entablaran negociaciones.

A partir de la elección del príncipe Luis-Napoleón Bonaparte en 1849 (que se convertiría en Napoleón III tras el golpe de Estado del 2 de diciembre de 1851), la francmasonería se encuentra nuevamente amenazada y vigilada, bajo la tutela del Príncipe Lucien Murat, impuesto como Gran Maestro durante una parte del Segundo Imperio. La asociación logra liberarse de esa tutela y, con la entrada en las logias de una nueva generación de jóvenes republicanos, se opone al régimen cada vez con más osadía. Con el objeto de radicalizarse tras la caída de Napoleón III en 1870, la francmasonería se lanza con vigor a la edificación de la Tercera República. Mientras tanto, numerosos Hermanos parisinos, como Félix Pyat, Jules Vallès y Jean Baptiste Clément (autor de "Le Temps des Cerises"), por nombrar los más conocidos, habrían sido miembros de la Comuna de París de 1871, con una actitud mucho más prudente de las Logias de las Provincias y del mismo Gran Oriente de Francia.
Estos eventos contribuyeron a acentuar la hostilidad entre la francmasonería y la iglesia. Además es en esta época que el Gran Orient de Francia, por una decisión del Convento de 1877 y a partir de una propuesta del pastor Desmons, en virtud del principio de libertad absoluta de la conciencia, elimina la obligación de invocar al Gran Arquitecto del Universo en sus logias.

### Ingreso de las mujeres
A partir de 1893 las mujeres son aceptadas, y se crea la primera obediencia mixta internacional, que tomará el nombre de Derecho Humano. Más tarde, en 1895, aparece la Gran Logia de Francia, que prolonga la existencia del Supremo Consejo y la práctica exclusiva del Rito Escocés Antiguo Aceptado.
Los masones de finales del siglo XIX están influidos por el positivismo de Auguste Comte y sobre todo del Hermano Émile Littré, por todas las teorías científicas y las ideas de progreso de su época. Es un hecho simbólico que Eugène Pottier, que escribió La Internacional, fue francmasón. Entre los francmasones se encuentran republicanos modernos, la mayoría radicales, numerosos socialistas, libertarios como Proudhon y Bakunin ya lo habían sido antes, y sindicalistas.

## Primera mitad delsigloXX
En vista de la hostilidad de una iglesia mayoritariamente reaccionaria, los Hermanos de la Tercera República, ya fueran ateos o creyentes, se tornan terriblemente anticlericales. Convencidos de que la educación de los hombres, además de ser necesaria para arraigar la República, es la llave de la felicidad, y deseosos de liberar el espacio público de la empresa clerical, hombres como Jean Macé, Léon Gambetta, Jules Ferry, Émile Littré o Camille Pelletan actuaron en pos de la Instrucción Pública y del Laicismo. La separación de la iglesia y el estado en 1901, liderada por Emile Combes, da el último toque a esta obra. Hasta 1914, la extensión de las libertades públicas (leyes sobre la prensa, la ley de asociaciones de 1901, la organización comunal, la legalización del divorcio), las principales medidas de justicia (impuesto sobre las ganancias, asistencia jurídica) o de protección social (emergencias mutuales, jubilación, derecho del trabajo), la creación de numerosas asociaciones (Liga de la Enseñanza, Liga de los derechos del hombre. Libertad del Opinión, asociaciones de inquilinos, cooperativas), sindicatos o partidos deben mucho a la influencia de estos hombres o a su acción como ciudadanos que trabajaban para la Comuna. La idea de las vacaciones pagas, por ejemplo, ya había sido debatida por la Asamblea en el siglo XIX…
La francmasonería francesa, siempre comprometida en forma activa en la lucha republicana, sufrió una cierta usura y pasó por muchas pruebas después de la Primera Guerra Mundial. Se torna así menos innovadora, a veces penalizada por una cierta "notabilización". El nacimiento de los partidos políticos (el Partido Radical en 1901, SFIO en 1905), la puesta en práctica del paisaje sindical y asociativo del siglo XX, que ha permitido separar y clarificar los roles que la institución asumía parcialmente hasta ese momento, a su vez la ha confinado a misiones más delimitadas. Además, la francmasonería liberal, heredera de las evoluciones filosóficas de los siglos XVIII y XIX, sufre la reducción de su espacio y su expansión, tanto a causa de los regímenes totalitarios (Italia, España, países de Europa central y oriental), como por la influencia interior del comunismo sobre las elites obreras e intelectuales. En Francia, la Ocupación reduce la cantidad de miembros de la Orden de 29.000 a 6000. Por su parte, la masonería anglosajona, vector de un Imperio (británico) que no olvida su rivalidad con Francia, aprovecha este debilitamiento, incluso disponiendo, a partir de 1911, de un pequeño representante nacional, la futura Gran Logia Nacional de Francia, que surge en ese momento.